# (850) Altona
Pour les articles homonymes, voir Altona.
(850) Altona est un astéroïde de la ceinture principale découvert le 27 mars 1916 par l'astronome russe Sergueï Beljawsky.
Il fut nommé après l'arrondissement d'Altona.
Sa désignation provisoire était 1916 S24.